# Tamizado

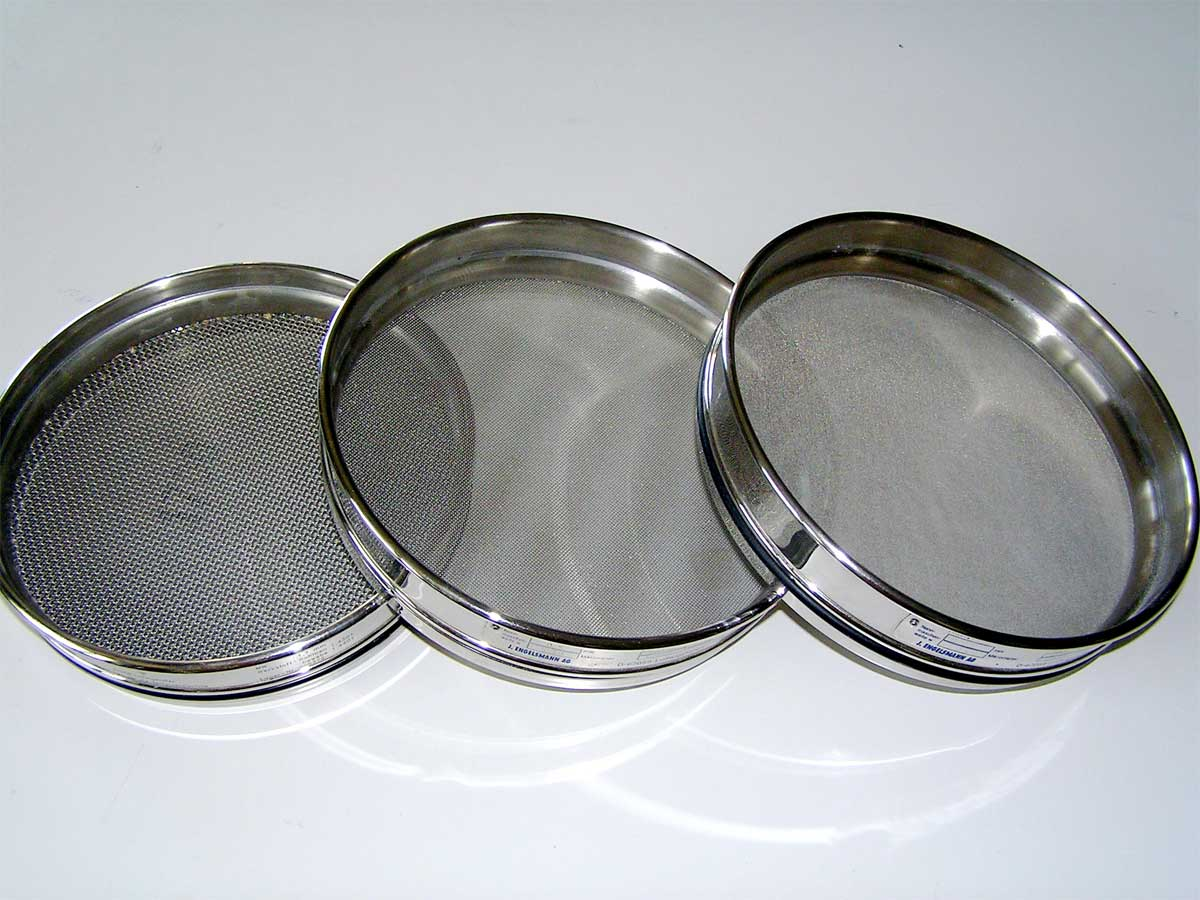
Tamices de laboratorio; de izquierda a derecha: 1700 µm, 500 µm, 250 µm

El tamizado o cribado es un método mecánico para separar dos sólidos formados por partículas de tamaños diferentes. Consiste en pasar una mezcla de partículas de diferentes tamaños por un tamiz, criba o herramienta de colador (en función del uso podrán ser metálicos, vegetales -tejidos- o de nailon). Las partículas de menor tamaño atraviesan el filtro por los poros, y las de mayor tamaño quedan retenidas. Un ejemplo de tamizado es el realizado con el cedazo (que cuando es muy tupido puede llamarse también tamiz) utilizado para la determinación de curvas granulométricas en varios materiales. En los laboratorios de suelos se utilizan series estandarizadas de tamices. 
El cribado o tamizado es un método ancestral y elemental usado en la mezclas de sólidos heterogéneos. Los orificios del tamiz suelen ser de diferentes tamaños y se utilizan de acuerdo al grueso de las partículas de una solución homogénea. Para aplicar el método de la tamización es necesario que los materiales se presenten al estado sólido. Se utilizan tamices de metal o plástico, que retienen las partículas de mayor tamaño y dejan pasar las de menor diámetro.